# Laneuveville-devant-Bayon
Laneuveville-devant-Bayon è un comune francese di 246 abitanti situato nel dipartimento della Meurthe e Mosella nella regione del Grand Est.

## Società

### Evoluzione demografica
Abitanti censiti